# Richard Fleeshman
Richard Jonathan Fleeshman (Manchester, 8 giugno 1989) è un attore e cantautore britannico.

## Biografia
Richard Fleeshman nasce nel 1989 a Manchester, in Inghilterra, dall'ex attrice in Brookside e Coronation Street Sue Jenkins e dall'attore e regista David Fleeshman. Frequenta la Cheadle Hulme School nel Cheshire e in seguito la Wilmslow High School. Ha due sorelle, Emily e Rosie, anch'esse attrici.
Fleeshman frequenta l'attrice e cantante, Samantha Barks, fino alla fine del 2014.

## Carriera da attore
Fleeshman debutta come attore nel film An Angel for May. All'età di 12 anni, dal 2002 al 2006, interpreta il ruolo di Craig Harris nella serie televisiva inglese Coronation Street. Lascia il programma all'età di 16 anni e il suo ultimo episodio viene trasmesso il 16 ottobre 2006. Fleeshman appare in un episodio di Blue Murder nel 2007 dove interpreta il personaggio di Ben Holroyd, andato in onda sulla rete televisiva ITV. Interpreta Gillen nella commdia Monday Monday nel 2009.
Il 16 giugno 2010, Fleeshman debutta nel teatro del West End unendosi alla compagnia di Legally Blonde a Londra, succedendo Duncan James mel ruolo di Warner. Nel 2009, interpreta il ruolo di un ragazzino autistico prodigio della musica chiamato Kyle Caddick nella serie drammatica della BBC intitolata All the Small Things che gli permette di recitare e cantare. Inoltre scrive il brano dei titoli di coda insieme ad Elton John e il creatore dello show Debbie Horsfield. Suo padre, David Fleeshman, interpreta il ruolo i Gilbert nella stessa serie. All the Small Things viene trasmessa in Australia intitolata Heart and Soul.
Fleeshman partecipa alla produzione West End di Ghost the Musical, basato sul film del 1990 Ghost - Fantasma, con libretto di Bruce Joel Rubin, e musiche e testi di Dave Stewart e Glen Ballard. Interpreta il ruolo di co-protagonista di Sam Wheat (nel film svolto da Patrick Swayze) insieme a Caissie Levy come Molly e Sharon D. Clarke come Oda Mae Brown. Lo spettacolo ha la prima all'Opera House di Manchester il 28 marzo 2011 e si sposta al Piccadilly Theatre il 22 giugno 2011. Quando a Fleeshman viene offerto lo stesso ruolo nella produzione a Broadway, lascia lo spettacolo al West End insieme a Caissie Levy il 12 gennaio 2012. Inizia le anteprime il 15 marzo 2012 al Lunt Fontanne Theater a New York e apre ufficialmente il 23 aprile 2012. Richard viene invitato a esibirsi ai Tony Award del 2012. Fleeshman e Levy rimangono alla produzione di Broadway fino alla sua ultima esibizione il 18 agosto 2012.
Nel 2013 è Bobby Strong nella prima del musical satirico in Inghilterra, Urinetown, diretto da Jamie Lloyd al St James Theatre. Partecipa alle riprese de L'amore e la vita - Call the Midwife per la BBC nel febbraio 2015. Il suo ruolo successivo in un musical è George Bevan in A Damsel in Distress, adattamento del romanzo omonimo al Chichester Festival Theatre iniziando il 20 maggio 2015.

## Carriera musicale

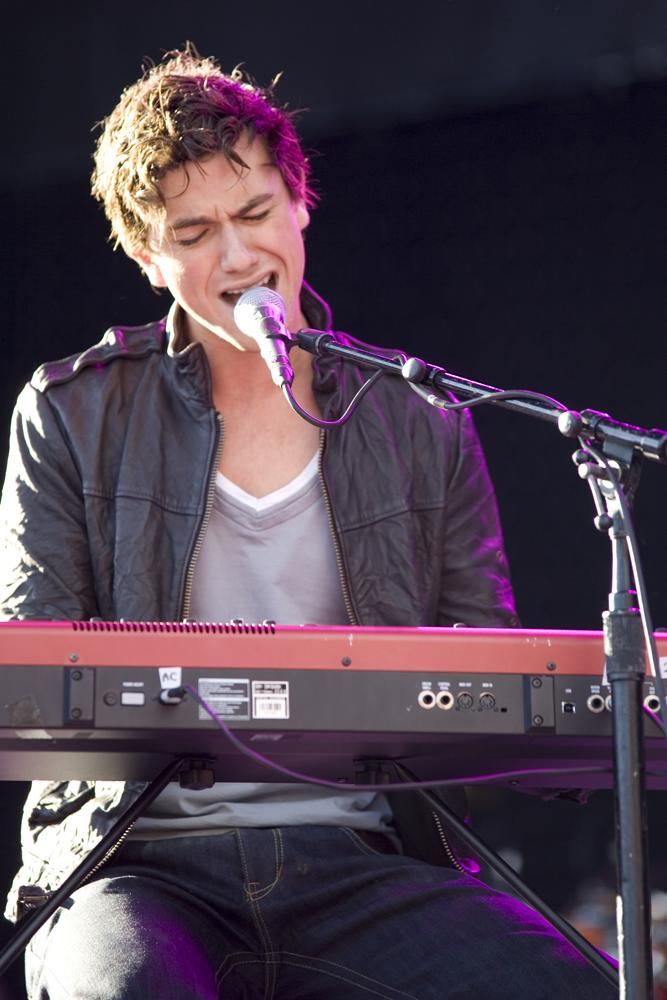
Fleeshman si esibisce al Keepmoat Stadium a Doncaster nel luglio 2008

Fleeshman nel 2003 è il concorrente più giovane a vincere Stars in Their Eyes. Vince inoltre Soapstar Superstar nel 2006 donando £200,000 in beneficenza a The Kirsty Appeal.
Richard suona il pianoforte e la chitarra. Il 22 aprile 2007, si esibisce per ITV nello spettacolo An Audience with Coronation Street. Fleeshman firma un contratto discografico con Universal Records nel 2007 e in seguito finisce per scrivere il suo album di debutto.
Nel 2008, Richard supporta Elton John nel suo tour estivo. In seguito anche al Red Piano Tour e all'European Tour.

## Filmografia

### Cinema
- A Christmas Number One, regia di Chris Cottam (2021)
- R.I.P.D. 2: Rise of the Damned, regia di Paul Leyden (2022)
- The Admirer, regia di Martin Makariev (2023)

### Televisione
- Coronation Street – serial TV, 221 puntate (2002-2006)
- Blue Murder – serie TV, episodio 4x03 (2007)
- All the Small Things – serie TV, 6 episodi (2009)
- L'ispettore Barnaby (Midsomer Murders) – serie TV, episodio 13x05 (2010)
- L'amore e la vita - Call the Midwife (Call the Midwife) – serie TV, episodio 4x03 (2015)
- Reign – serie TV, episodi 4x15-4x16 (2017)
- Quattro matrimoni e un funerale (Four Weddings and a Funeral) – miniserie TV, 4 puntate (2019)
- The Sandman – serie TV, 3 episodi (2022)
- Deep Heat – serie TV, 6 episodi (2022)
- The Ark – serie TV (2023-in corso)

## Discografia

### Album
- 2007 – Neon

### Singoli
- 2007 – Coming Down
- 2008 – Hold Me Close
- 2008 – Back Here
- 2009 – Can You Hear Me?